# Web Runtime Environment
Web Runtime Enviroment или WRT (букв. «исполняемая веб-среда») — технология компании Nokia, позволяющая создавать и запускать специальные виджеты для смартфонов Nokia. Впервые виджеты были представлены на конференции AdobeMax в рамках фонда OpenScreenProject. Для разработки виджетов можно использовать плагины для Visual Studio, расширение для Adobe Dreamweawer или Aptana Studio. Виджет wrt представляет собой zip архив с расширением .wgz в который упакована папка, содержащая файлы html, css и javascript, а также файл с описанием виджета, иконка и прочие файлы изображений.